# Clenze
Clenze – miasto (niem. Flecken) położone w niemieckim kraju związkowym Dolna Saksonia, w powiecie Lüchow-Dannenberg, wchodzi w skład gminy zbiorowej (niem. Samtgemeinde) Lüchow (Wendland).